# Muerte de Wishma Sandamali
La muerte de Rathnayake Liyanage Wishma Sandamali, una mujer esrilanquesa, nacida el 5 de diciembre de 1987, ocurrió  el 6 de marzo de 2021, mientras estaba bajo custodia en un lugar de detención de inmigrantes en Nagoya, Japón, después de que se le hubiese denegado cualquier posibilidad de ser liberada provisionalmente para recibir atención médica adecuada. Las autoridades japonesas detuvieron a Wishma en agosto de 2020 por permanecer más tiempo en el país de lo que permitía su visado, hecho que conocieron a raíz de que ella denunciase estar sufriendo violencia doméstica.
Wishma fue la decimoséptima persona migrante que murió en régimen de detención en Japón desde 2007. Su muerte suscitó una oleada de críticas al estricto control migratorio nipón, que aprobó solamente un 0,4 % de las solicitudes de asilo que recibió en 2019. En junio de 2022, la justicia japonesa desimputó a los funcionarios involucrados en estos hechos.

## Contexto biográfico
Wishma Sandamali nació en Elpitiya, Sri Lanka, el 5 de diciembre de 1987. Llegó a Japón en junio de 2017 con un visado de estudiante para asistir a una escuela de idioma japonés de la prefectura de Chiba. Pronto empezó a faltar a clases, ya que sufría la violencia del novio esrilanqués que vivía con ella, y empezó a dejar de llegar el dinero que desde Sri Lanka mandaba la familia de ella. No pudiendo ya pagar la escuela, fue expulsada de ésta, perdiendo así su visado de estudiante en junio de 2018.

## Detención

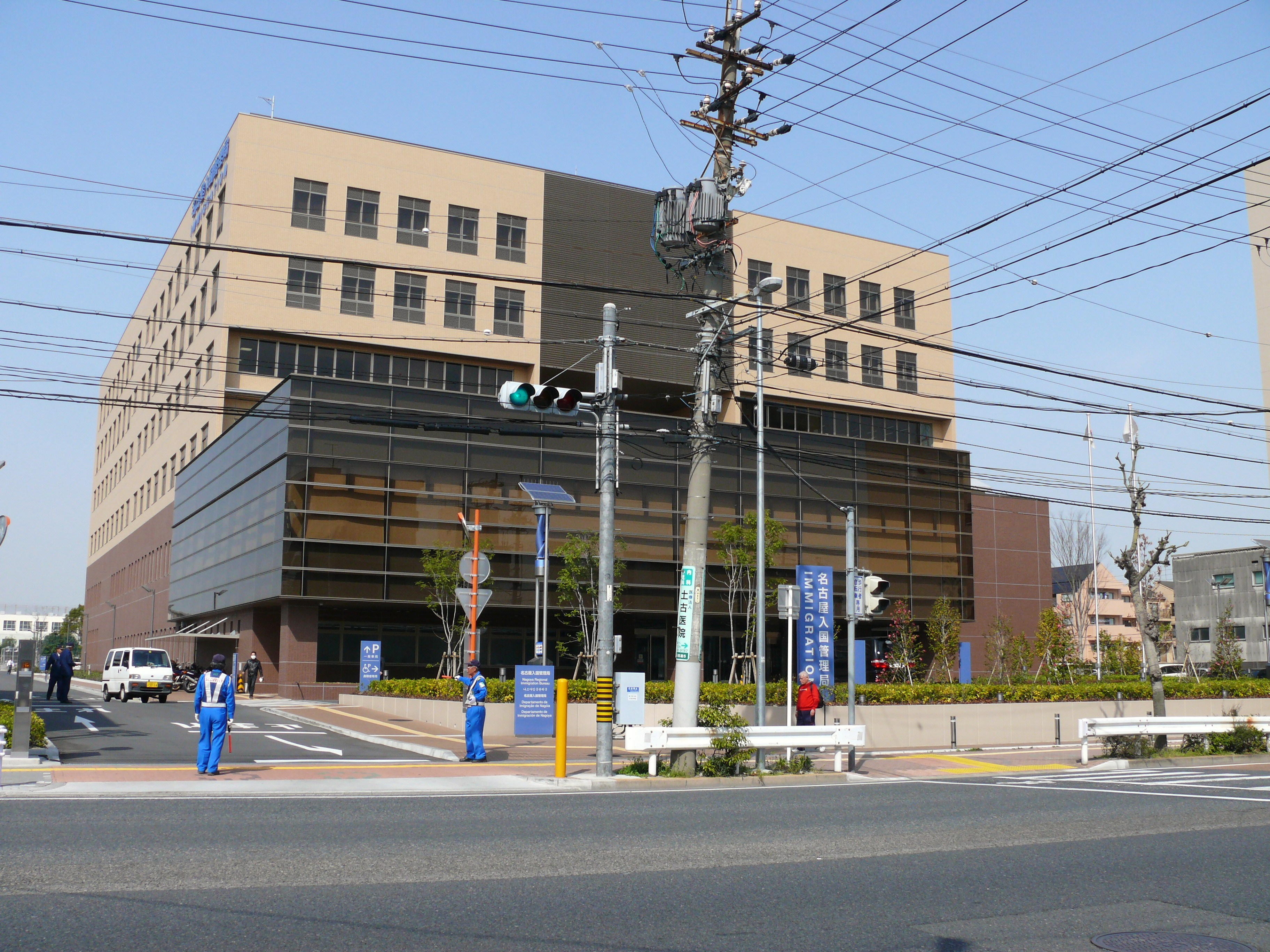
Centro de detención en Minato-ku, Nagoya, donde Wishma fue recluida

En agosto de 2020, Wishma acudió a una comisaría de policía de Shimizu, Shizuoka, buscando refugio de la violencia doméstica a la que la sometía su novio, lo que resultó en que la enviaran a un centro de detención gestionado por la Oficina Regional de Servicios de Inmigración de Nagoya. Esto se hizo a pesar de que existía una directiva de 2008 de la Oficina de Inmigración de Japón (luego llamada Agencia de Servicios de Inmigración) dirigida a sus distintas sedes para que trataran a las víctimas de violencia doméstica con el debido cuidado, pudiendo facilitarles la residencia legal.
Wishma dijo que deseaba volver a Sri Lanka, pero la pusieron en una lista de espera debido a que no podía costearse el pasaje aéreo, pues había escasez de vuelos comerciales debido a la pandemia de COVID-19. Luego de ser amenazada por su exnovio y tras recibir un posible alojamiento por parte de alguien que buscaba ayudarla, decidió solicitar la residencia en Japón el 4 de enero de 2021, lo cual se le denegó el 16 de febrero.
A mediados de enero de 2021, ella enfermó y empezó a experimentar una serie de síntomas como náuseas, vómitos, pérdida del apetito, entumecimiento y dificultad para caminar. El 5 de febrero, un gastroenterólogo la examinó, sospechó que tendría reflujo gastroesofágico y le recetó medicación, la cual especificó que se le debería administrar de forma intravenosa en caso de no poder tomarla de forma oral. Cuando un voluntario la visitó el 9 de febrero, estaba en silla de ruedas, portaba un balde para vomitar y había perdido 15.5 kg. Un análisis de orina realizado el 15 de febrero mostró que su estado era de inanición. El 22 de febrero, mandó otra petición solicitando que se la liberase provisionalmente. A medida que iba empeorando, Wishma solicitó repetidamente que la viera un médico en un hospital, lo cual se le denegó diciendo que ya había tenido una consulta con un médico. El 4 de marzo la vio un psiquiatra, le recetó un antipsicótico y recomendó su liberación provisional. Dos días después, la encontraron inconsciente y la trasladaron a un hospital donde fue declarada muerta. Aunque su  pulso y presión sanguínea habían sido indetectables desde la mañana del 5 de marzo, no se llamó a una ambulancia hasta las 2:15 pm del 6 de marzo. Un informe de autopsia conseguido por miembros del parlamento mencionó una complicación por tiroiditis y fallos de distintos órganos, como los riñones, como posibles causas de su fallecimiento.
Según el informe de la Agencia de Servicios de Inmigración, distintas personas visitaron a Wishma 25 veces y, entre el 3 de febrero y el 3 de marzo, solicitaron cuatro veces que se la trasladara a un hospital para recibir terapia intravenosa y que se la liberase provisionalmente. Había responsables de alto nivel de la oficina de migración que no estaban al tanto de las solicitudes para que fuera liberada ni de que un psiquiatra también lo había recomendado. El 1 de marzo, un funcionario hizo un comentario burlón cuando Wishma tenía problemas para tragar la bebida y la regurgitó por la nariz. El día en que murió, un funcionario le preguntó si estaba «drogada», refiriéndose al antipsicótico que había tomado. El informe expresó que algunos funcionarios creían que los detenidos exageraban sus problemas de salud para que les concedieran una liberación provisional.

## Respuesta
Se celebra un funeral el 16 de mayo de 2021. Dos hermanas de Wishma visitaron el centro de migraciones de Nagoya el 17 de mayo y dijeron que no habían sido capaces de explicarles adecuadamente las causas que condujeron a su muerte. Las hermanas se reunieron con la ministra de Justicia Yōko Kamikawa el 18 de mayo y solicitaron acceso a las grabaciones de video de Wishma en el centro de detención, a lo que la agencia se había negado alegando motivos de seguridad e intimidad.

### Informes de la agencia de inmigración
El 9 de abril de 2021, la Agencia de Servicios de Inmigración publicó un informe preliminar sobre lo ocurrido, donde no se especifica la causa de la muerte. En mayo de 2021, se conoció que el informe preliminar afirmó falsamente que el gastroenterólogo que examinó a Wishma nunca recomendó terapia intravenosa u hospitalización, ello a pesar de que su historia médica revela que sí lo hizo. El Ministerio de Justicia explicó que, aunque había tenido acceso a la historia médica, el informe niega que hubiese ninguna recomendación, porque la agencia había comunicado al ministerio que lo reflejado en la historia no era verídico.
El 10 de agosto de 2021, la agencia publicó un «informe final», amonestó al entonces director y al subdirector general del organismo, reprendiendo también a otros dos funcionarios. El informe llegó a la conclusión de que Wishma murió de una enfermedad, pero afirmó que probablemente muchos factores contribuyeron a su muerte y que la causa de la muerte no se podía determinar. El informe echó la culpa a la falta de un adecuado sistema de informes en la agencia y a la falta de atención médica los fines de semana. Las hermanas expresaron su escepticismo sobre el informe. Un abogado de la familia dijo: «La oficina de inmigración trasladó la responsabilidad al sistema de atención médica de una sede local y a la moralidad de sus funcionarios. Trata de evitar responsabilidades y ha cerrado el caso con castigos livianos».

### Visionado y conservación de los videos de vigilancia
El 12 de agosto de 2021, la agencia mostró a las hermanas el video editado de las dos últimas semanas de Wishma en el centro de detención. Aunque el video duraba dos horas, las hermanas dejaron de verlo en torno al minuto 70, ya que su contenido las perturbaba. Las imágenes mostraban cómo Wishma, el 26 de febrero, se cae de la cama y pide ayuda por el intercomunicador 23 veces en un periodo de 3 horas, logrando solo que la cubran con una manta. Una de las hermanas dijo: «siento que los funcionarios trataron a mi hermana como un animal y la mataron».
El 6 de septiembre de 2021, el Tribunal Distrital de Nagoya accedió a la solicitud de la familia de que se preservaran las 295 horas de videos de vigilancia de Wishma desde el 22 de febrero hasta su muerte, que se hallaba almacenado en docenas de DVD. El 1 de octubre, una de las hermanas y los abogados de la familia visionaron parte de las imágenes en una sesión que duró unas dos horas y media. Ese mismo día, un grupo de 93148 firmantes elevó a la agencia la solicitud de que hiciese pública la totalidad de las imágenes.
Parte de las imágenes fue mostrada a miembros del Comité de Asuntos Judiciales de las cámaras baja y alta de la Dieta el 24 y 27 de diciembre de 2021 respectivamente. Después de verlas, el parlamentario Ryuichi Yoneyama (independiente), que es médico, dijo: «es obvio para cualquiera con experiencia médica que ella no estaba fingiendo estar enferma, y dejar sin atención a una persona que se queja de problemas de salud tanto como ella hizo es impensable en hospitales o centros geriátricos». El parlamentario Takeshi Shina (CDP) dijo que encontraba inconsistencias entre las imágenes y el informe final.

### Vía penal
El 9 de noviembre de 2021, las hermanas cursaron una acusación penal ante las autoridades judiciales del distrito de Nagoya. Una docente universitaria también cursó una demanda ante la misma instancia. El 17 de junio de 2022, los encargados de la instrucción levantaron los cargos que pesaban contra 13 funcionarios, diciendo que ellos no podían identificar ningún nexo causal entre el trato dispensado a Wishma en el centro y la muerte de ésta.

### Vía civil
En marzo de 2022, la madre y las hermans de Wishma iniciaron una demanda contra el gobierno japonés, en la que piden 156 millones de yenes por daños.

### Revisión de la ley de inmigración
La muerte de Wishma ocurrió en el momento en el que la Dieta Nacional iba a deliberar sobre un proyecto de ley del gobierno que revisaría la Ley de Control Migratorio y Reconocimiento de Refugiados, la cual habría permitido la deportación de los solicitantes de asilo. El 31 de marzo de 2021, un grupo compuesto por el Grupo de Trabajo sobre Detención Arbitraria y tres relatores especiales de las Naciones Unidas emitieron un comunicado afirmando que el proyecto de ley podría violar el Pacto Internacional de Derechos Civiles y Políticos. A partir del 16 de abril, se realizaron sentadas frente al edificio de la Dieta en protesta contra el proyecto de ley. El 22 de abril, se presentaron 106792 firmas para que se retire el proyecto de ley. el 16 de mayo, coincidiendo con el funeral del Wishma, tuvieron lugar manifestaciones por todo Japón. La coalición de gobierno retiró el proyecto de ley el 18 de mayo. La administración, temiendo el impacto en la elección de la cámara alta en julio, aprobó volver a enviar el proyecto de ley a la siguiente sesión de la Dieta que empezaría en enero de 2022.